# Tuna
Una tuna es una agrupación o hermandad de estudiantes universitarios o miembros de una sociedad que, portando la vestimenta antigua de la universidad o vestimenta que represente su cultura de origen, se caracterizan por cantar, tocar y viajar por el mundo gracias a estas habilidades —a pesar de que no todos o muy pocos sean músicos de profesión— o por interpretar temas musicales haciendo uso generalmente de instrumentos de cuerda y percusión.

## Origen
La tuna universitaria es una antigua tradición que surgió en España, principalmente en Salamanca, y posteriormente gracias a su carácter viajero, se extendió a diversas partes de Europa, como Portugal y Países Bajos, y en América en países como México, Guatemala, Colombia, Perú, Puerto Rico, Chile, Argentina, etc. También en China (Tuna de Cantón). Llegó a finales del siglo XIX a través de tunos españoles, concretamente madrileños según referencias sobre las tunas sudamericanas.
Para algunos su origen se ubica entre el siglo XIII o XIV con los continuadores de la tradición goliarda: en la Edad Media era un tipo de clérigo itinerante (giróvagos o sarabaítas) que aprovechaba la tradición de hospedaje de los monasterios para vivir sin trabajar destacándose por su predilección por la música, la bebida, la comida, el juego y los amoríos. Otro origen, no excluyente, sería el de los estudiantes pobres o sopistas, que vivían de la sopa boba que daban gratis en los conventos a los necesitados. Estos sopistas se valdrían de sus habilidades musicales, súplicas o picaresca tunante para cubrir al menos en parte sus estudios y medios de subsistencia. Sea cual fuera el origen, dejarían con el tiempo una huella que se refleja ya en el Siglo de Oro como estereotipo del estudiante de carácter alegre y pícaro que podemos encontrar, por ejemplo, en el entremés cervantino de La cueva de Salamanca.

## Etimología

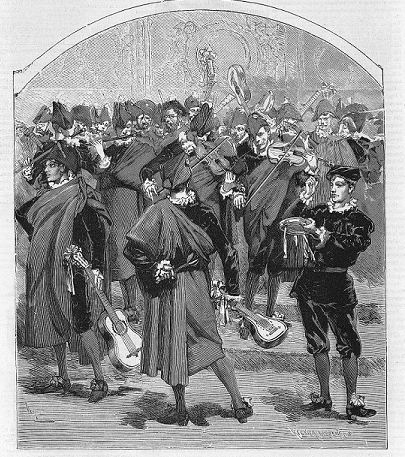
Grabado de Le Monde Illustré sobre la estudiantina española en el carnaval de París de 1878

Existen muchas versiones del origen de la palabra «tuna». Para algunos esta deriva de la palabra «'tunar'» o «'correr la tuna'», que significa «llevar una vida viajera, vagabunda, tocando y cantando»; también se cree que deriva de la expresión francesa Roi de Thunes (Rey de Túnez), un apelativo utilizado para designar a líderes de vagabundos. Para otros deriva de la palabra atún y hacen esta similitud de los tunantes por «la naturaleza migratoria de estos peces y el carácter ambulatorio de los Tunos». Según esta teoría, «Tunos» serían los trabajadores estacionales que se desplazaban hacia el sur de España buscando trabajo, siendo este proporcionado por la temporada del atún del Mediterráneo. Estos trabajadores de temporada pudieron haber inspirado a los estudiantes a llevar una vida errante.
Así mismo, también se cree que la palabra tuna podría provenir de «tunante», que era una palabra despectiva referida a los estudiantes músicos y nocherniegos que hacían ruido cuando se dormía, a los que alude el arcipreste de Hita en su Libro de Buen Amor, que por uso derivó en «tuna». Esta teoría se apoya en el carácter mendicante de los «sopistas», estudiantes, no necesariamente pobres, que tras dilapidar sus mesadas, sobrevivían a expensas de la «sopa boba», distribuida gratuitamente en ese tipo de albergues conventuales, de modo que —he aquí la conexión—, debieron de llamarles «tunos».
Otras teorías más ampliamente difundidas procuran situar el origen en el latín tonare (sonido), aunque esta evolución es contraria a la legislación de los cambios fonéticos del latín a las lenguas ibéricas. Sin embargo, existen otras teorías.

## Tradición e historia

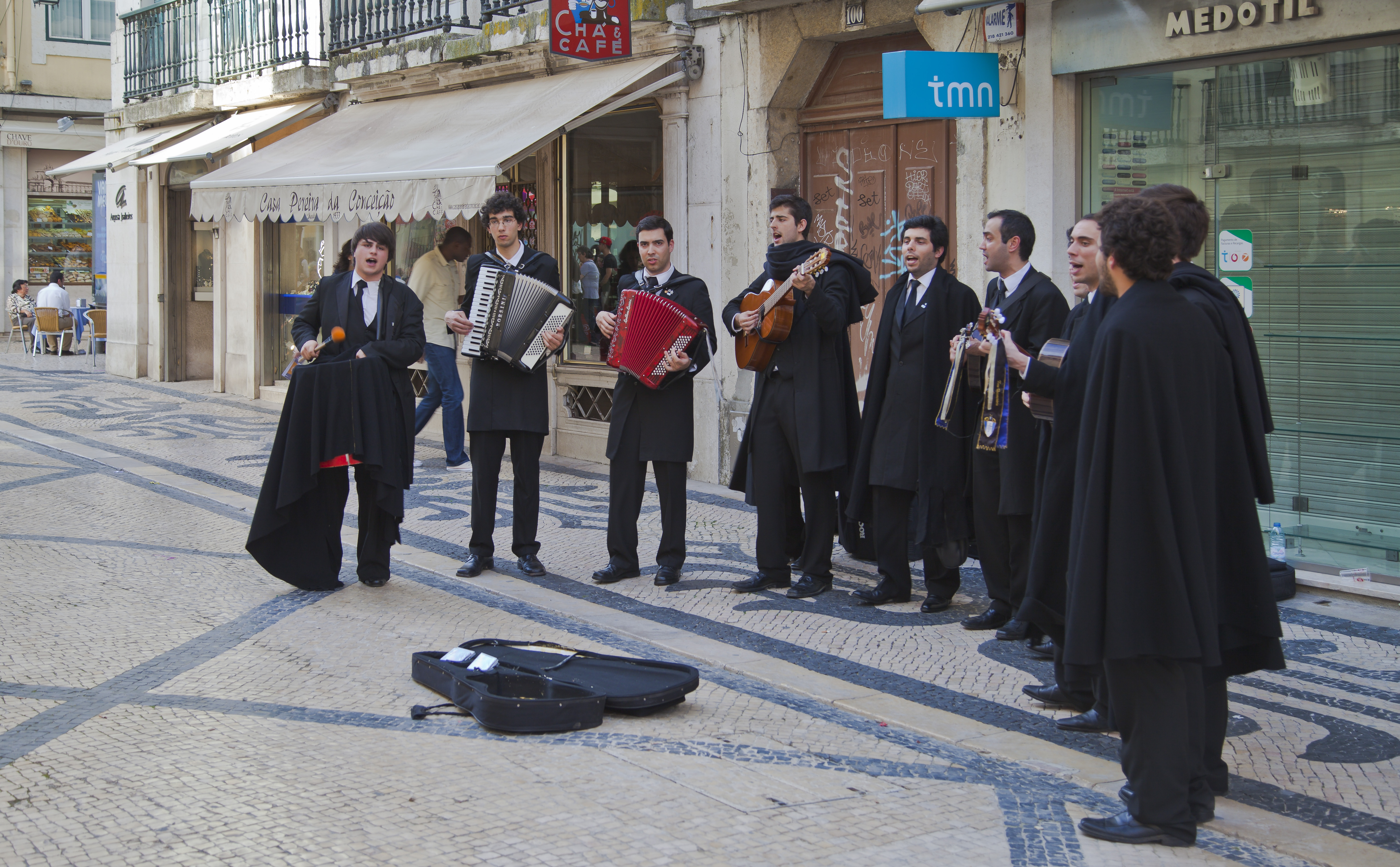
Tuna portuguesa en las calles de Lisboa.

La tuna, en sus albores, la constituían estudiantes que, debido a sus escasos recursos, tenían que cantar o tocar de lugar en lugar para poder ganarse la vida, o simplemente, para sustentarse durante el viaje de vuelta a sus casas cuando llegaban las vacaciones (en algunos casos). De ahí que esa actividad se designe con un verbo específico: «tunar», o «correr la tuna».

Si de verdad le cuento, / aunque siempre vengo y voy, / no sé dónde voy ni vengo, / que es lo que en frase escolar / se llama tunar.
¿Quién hallará mujer fuerte? de Calderón de la Barca, estrenada en 1672.

 Siendo una tradición íntimamente ligada a las universidades, las tunas mantienen vivas las costumbres heredadas de los estudiantes universitarios del siglo XIII. Alfonso X el Sabio se refirió a los tunos como juglares, en su Código de las Siete Partidas al escribir: «Esos escolares que trovan y tañen instrumentos para haber mantenencia». Coetánea suya, también lo hizo la obra Razón de amor con los denuestos del agua y el vino, describiendo las cintas que aún penden sobre la capa del tuno: «una por cada conquista amorosa, una por cada mujer».
El arcipreste de Hita, en El Libro de buen amor, subraya su carácter mendicante.

... en el cortejo que sale a rescibir a Don Amor : la guitarra morisca, el corpudo alaut, la reciancha bandurria, el panderete (que) con sonajas de azófar faze dulce sonete.

La tuna en sus orígenes aglutinaba a aquellos estudiantes que por su condición económica no podían costearse su estancia en la universidad, y trovaban por las fondas y mesones para conseguir algo de dinero y un plato de sopa con los que mantenerse. Por esta razón se les conocía como «sopistas», y se decía que vivían de la sopa boba.
Para tales menesteres portaban guitarras y bandurrias, y cantaban coplas populares. También se servían de sus habilidades musicales para enamorar a las doncellas que pretendían. Constancia de ello queda en la primera referencia escrita que hay sobre las tunas, que se encuentra en el archivo de la Universidad de Lérida, y en la que se prohíbe a los estudiantes hacer rondas nocturnas bajo pena de confiscarles los instrumentos.
No puede hablarse de tunos, hasta 1538, año en que los sopistas se acogieron a las viviendas benéficas que les ofrecía la Instrucción para bachilleres de pupilos. A partir de ese momento, comenzaron a cantar sin que en ello les fuera la supervivencia. Porque, entonces, los ya ex sopistas, en calidad de estudiantes veteranos, se hicieron servir como escuderos por los «bobos», «pardillos» o estudiantes nuevos, a los que supuestamente debían apoyar, según la norma, a cambio de legarles su gaya ciencia musical.
Lo cuenta el Guzmán de Alfarache, haciendo hincapié en el estatus de estudiante rico que así alcanzaron los otrora sopistas. Luego, en El Buscón de Francisco de Quevedo, se habla de las bromas que les aguantaban los estudiantes novatos, hasta cumplir el meritoriaje que les terminara equiparando a ellos.
El tuno mendicante casi desaparece de la escena española merced a la abolición de la obligatoriedad en el uso del traje talar (traje de estudiante), viéndose constreñidos los estudiantes a colgar manteos y tricornios y a utilizar ropas de gentes, imposibilitándose la identificación de quienes corren la tuna como pertenecientes a la corporación escolar en el año de 1835, y posteriormente a mediados de siglo durante la regencia de María Cristina, que permite la libre asociación, se crean asociaciones de músicos y artistas entre las que sobresalen las «estudiantinas», grupos musicales a la batuta de un director, con un formato de número musical que fue todo un éxito en la época, haciendo que estudiantinas como la «Figaro» trascendiera fronteras y continentes.
A imagen de estas estudiantinas, se recrean en las universidades españolas las primeras tunas como las vemos hoy, que evocan las otrora comparsas de estudiantes que con sotana y manteo raído recorrían ciudades y campos, pero ahora con el traje y formato musical de la estudiantina, multiplicándose sus tradicionales galanteos y rondas nocturnas.

Salamanca parece, niña, tu calle, / porque siempre la llenan los estudiantes.

Actualmente el asociacionismo en la universidad se ha diversificado en extremo, lo que ha hecho que las asociaciones culturales de más tradición como el coro universitario, la tuna universitaria y el teatro universitario pierdan estudiantes al organizarse otras actividades menos culturales pero lúdicas como los juegos de rol, y otras actividades. Sin embargo perdura en muchas ciudades el hecho de realizar encuentros de estudiantinas como un elemento propio y algunas estudiantinas realizan recitales anuales en sus respectivas universidades con respaldo institucional.

## Controversia
Pese a la antigüedad de la institución o, quizá, debido a ella, la tuna despierta en la actualidad opiniones encontradas. Partidarios y detractores esgrimen distintos argumentos a favor y en contra de su existencia. Entre los argumentos de sus partidarios están que la tuna es una institución «simpática», un grupo cohesionado que defiende valores como la hermandad, la lealtad, la defensa de las tradiciones estudiantiles, que celebra la alegría de la juventud, la despreocupación estudiantil y el amor por la música y la sana diversión.

### Novatadas
El novataje es el periodo en el que los nuevos y futuros miembros de la Tuna se forman tanto en los aspectos musicales como en los artísticos y culturales característicos de las tunas y del llamado "buen tunar", siendo este proceso algo común en muchos grupos donde se ha de alcanzar una identidad de grupo, a fin de reforzar los vínculos afectivos entre los ya tunos y los aspirantes, además de que permite demostrar las cualidades y el interés para pertenecer al grupo.
Los nuevos miembros de la tuna, habitualmente, sin traje de tuno aún, han de "ganarse" el favor de los integrantes, para, al menos, pasear con el traje (aunque sin lis distintivos que posteriormente serán parte ya eterna en su indumentaria), y para ello habrán de ir demostrado sus capacidades en algún instrumento, en el canto, y en sus comportamientos educados, corteses, galantes, simpáticos,... que otorguen garantía de une buena representación de su tuna, y, de algo más superior, de su universidad, y de su calidad personal y humana. El "valor" de ser alguien con "formación universitaria", una persona que, además de conocimientos. demuestra una formación humana asentada, interiorizada, que la hace ser respetuosa y que en sus desempeños profesionales al terminar sus estudios la llevará a ser, también, respetable, con un detalle característico común: Alegre, divertido, jovial,...
En muchas tunas, hay un par de "niveles" antes de conseguir ser reconocido ("bautizado") como tuno de forma pública y oficial ante todo el grupo y resto de tunas, habiendo "novatos" y "pardillos".
Durante ese tiempo son considerados aprendices, es por ello por lo que ayudan a los veteranos en el desempeño del tunar y están excluidos de «ciertos derechos» y pararán por un sinfín de pruebas ("novatadas") en las que deberá demostrar su firmeza en el interés por cantar, tocar y divertir, y su evolución en el camino de aprendizaje. En este aspecto, es tradición que novatos y pardillos traten de librarse de ellas, algo que agudiza el ingenio para conseguirlo de la forma más desapercibida posible o "artística" (con astuta y simpática dialéctica), hasta saberse capaces de superarlas. Transcurrido ese periodo, los novatos que ameriten acceder al grado de veterano y portar la beca suelen pasar por un rito de paso en forma de festejo privado en el que se les hace pasar una noche llena de diversión, hermandad, música y risas. A la finalización de este, al nuevo miembro de pleno derecho de la tuna se le impone la beca distintiva que le acredita como tal. En algunas tunas el rito de paso se realiza como condición inicial para entrar en la tuna y acceder a la condición de novato. En otras, existen grados de «impericia»: pardillo, novato, etc. hasta acceder al de veterano.

## Indumentaria

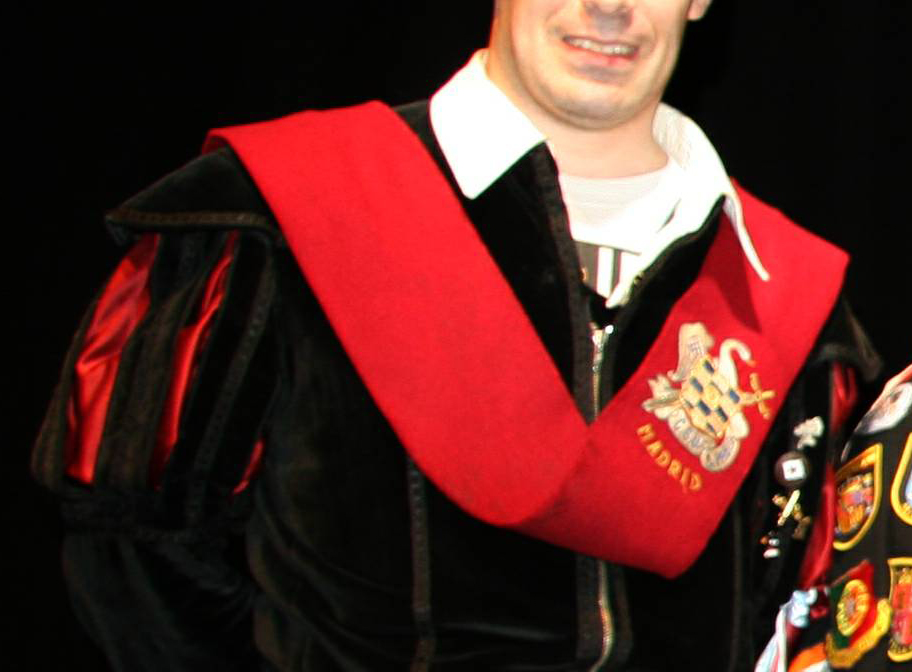
Beca roja de la Tuna San Pablo CEU de Madrid.

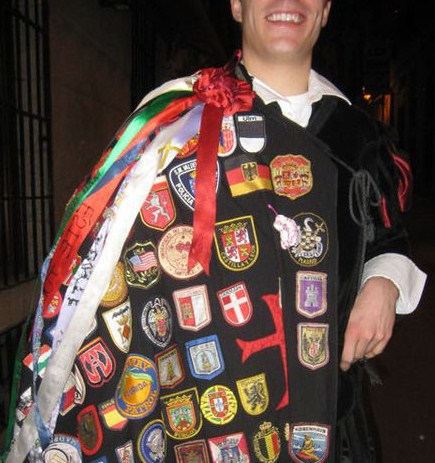
Capa de tuno.

Las tunas se suelen clasificar según la titulación universitaria que están estudiando o estudiaron sus componentes. Así, por ejemplo, tendremos Tunas de Ingeniería, de Derecho, de Medicina, Filosofía, Magisterio, Física, etc. Y algunas con nombres de titulaciones que hoy han cambiado de nombre (Tunas de Peritos, que pasaron a ser de ingenierías Técnicas, y posteriormente Grados de Ingeniería). En casos de universidades con menor cantidad de estudiantes o antigüedad o tradición, suele haber una sola tuna que se denomina "Universitaria" con miembros de diferentes estudios, e incluso en ciudades con varios «distritos universitarios», crean una Tuna de Distrito (también con estudiantes de varios estudios).
La indumentaria del tuno está compuesta de capa o manteo, jubón, camisa, calzas, abullonadas o cervantinas sobre estas, zapatos o botas y finalmente la beca que es lo que identifica a cada tuna y varía su color de acuerdo a la facultad a la que pertenezca según la tradición española: rojo para Derecho, azul turquí para Ciencias, amarillo para Medicina, azul celeste para Filosofía y Letras, morado para Farmacia, verde para Empresariales, naranja para Economía, etcétera.
La primera representación iconográfica de un tuno se encuentra en la parte inferior del pasamanos de la escalera del Rectorado de la Universidad de Salamanca, antiguo hospital universitario, una pequeña talla que lo muestra con el bicornio decorado con cuchara y tenedor, un instrumento de cuerda que parece una bandurria y capa.
En las representaciones correspondientes del siglo XVIII, aparecen vestidos con calzón corto, jubón y capa, y bicornio. En la actualidad las tunas se dividen entre las de gregüesco o trusas y las de calzón corto.
- El jubón es una chaqueta ceñida al busto, con un abullonado en los hombros, denominado «faroles» o farolas, cuyo color puede coincidir con el de la "beca" o ser totalmente negro. El jubón se cita documentalmente por vez primera en la península ibérica en 1377, y en el siglo XVI se generalizó su uso como prenda ligera.

- La camisa generalmente de color blanco. Aparece bajo el jubón, las castellanas en lugar de botones emplean cordeles, aunque también las hay con encajes en los cuellos y puñetas de las mangas.

- Como pantalones se utilizan los gregüescos o abullonados y el castellano o cervantino. Los pantalones abullonados o gongorinos son cortos y anchos, y ceñidos a medio muslo, por la parte inferior. Los castellanos o cervantinos son calzones (similar a un pantalón corto) ceñidos bajo la rodilla por medio de una hebilla, usados sobre todo en los siglos XVI y XVII.

- Las calzas, mallas o medias, son prendas que cubren el pie y la pierna hasta la cintura, usándose bajo los abullonados o gregüescos. Con los pantalones abullonados se utilizan medias calzas, o simplemente medias, que cubren toda la pierna.

- La beca es la banda de paño, seda o fieltro, de color que identifica a cada rama universitaria, y se coloca sobre el pecho y los hombros, en forma de V (uve). Antiguamente indicaba que su portador estaba becado por su universidad, y como becario disponía de una ayuda que le hacía menos costosa su estancia en la misma. Los colores de la beca y el escudo que en ella figura bordado identifican la universidad y la escuela o facultad en la que estudia el tuno. La beca es entregada al tuno por sus compañeros cuando estos consideran que ha alcanzado el grado suficiente de conocimientos musicales y veteranía suficiente para el desenvolvimiento en las diversas situaciones que en las actividades de la tuna se dan, y puede así representar correctamente a su tuna. El acto en el que se entrega la beca es llamado «bautizo».

Las becas tienen un largo suficiente para alcanzar (aproximadamente) desde la mitad superior de la espalda hasta que la punta de la uve se sitúe en el pecho. Las becas de las tunas de Valladolid son particularmente diferentes al resto, dado que son más largas (de forma que por la espalda se cruzan y llegan sus extremos hasta más abajo del cinturón del jubón) y tienen en uno de sus extremos un aro (quizá como recuerdo de un sombrero que se llevaba cosido a la beca).

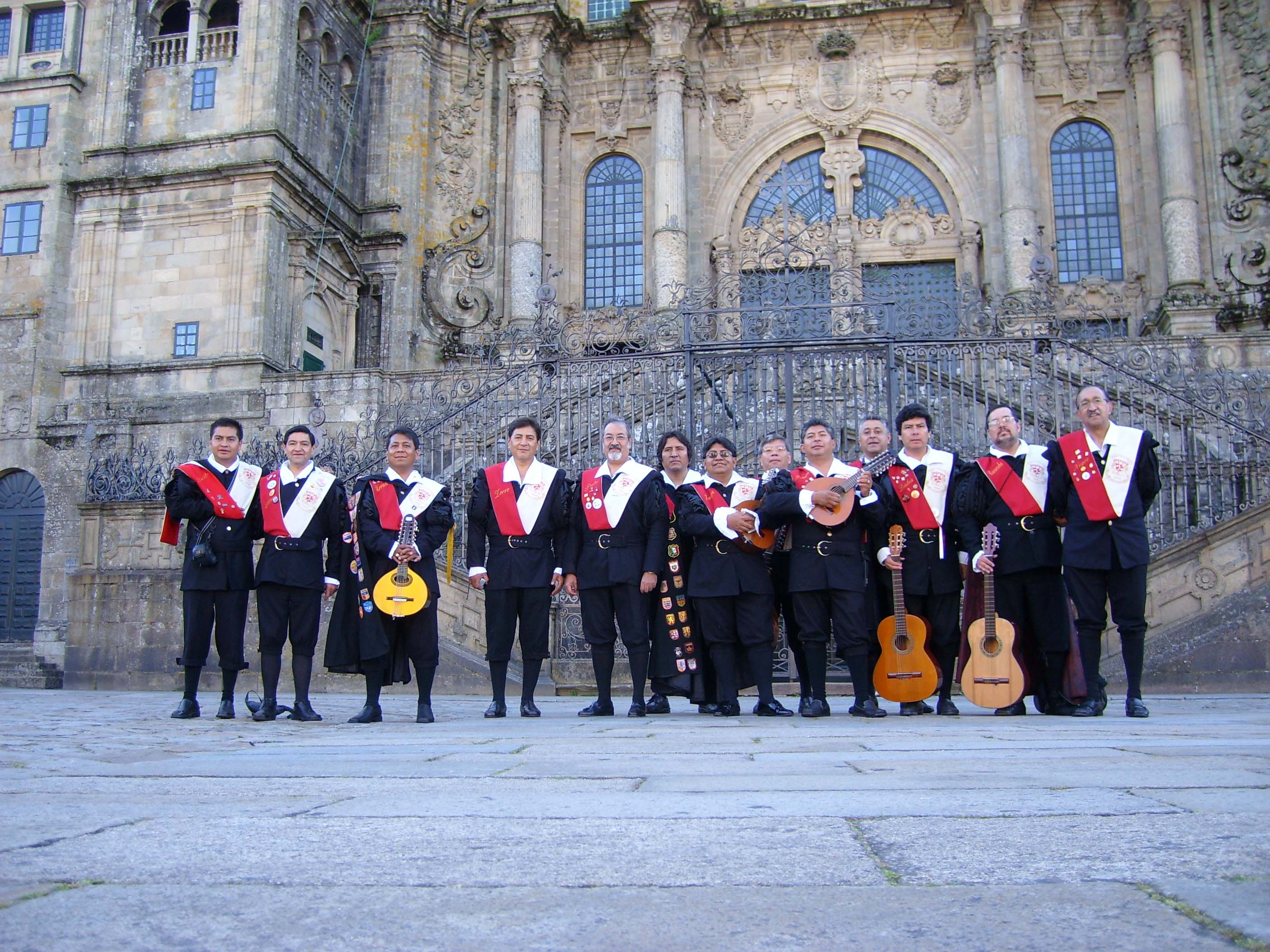
Paleotuna de la Facultad de Ingeniería, UNAM

Hay algunas curiosidades: la Tuna Compostelana (no lleva beca, porta cosida en el jubón una Cruz de Santiago bordada) y la Tuna de Distrito de Granada (lleva al pecho el escudo de la Universidad de Granada), la conocida como Tuna de Peritos de Sevilla (o Tuna de Peritos e Ingenieros Técnicos Industriales) lleva un fajín blanco impuesto en honor a su anual acto de ofrenda a la Virgen de la Inmaculada Concepción (acto que forma parte de las fiestas tradicionales de Sevilla, en la noche del 7 al 8 de diciembre).* Otra prenda importante en la indumentaria del tuno o la tuna es la capa que es una prenda de vestir larga y suelta, sin mangas, abierta por delante, que se lleva sobre los vestidos. No es otra cosa que el manteo de los estudiantes antiguos, de origen eclesiástico. La capa, además de fiel protectora del tuno en sus noches de frío, representa dos de las condiciones fundamentales de los mismos: la de viajeros infatigables y la de galán. Sobre su capa se exhiben los escudos de las ciudades y países que ha recorrido en sus correrías. Muestra asimismo cintas multicolores bordadas con dedicatorias cariñosas por mujeres que demuestran así al tuno su afecto o su amor, las cuales ellas portaban en sus cabellos y se las entregaban durante las serenatas. Provengan de pretendientes, de una madre, o de las amigas, como reza la canción Tuna Compostelana: «cada cinta que adorna su capa guarda un trocito de corazón». Actualmente, las damas no portan cintas en sus cabellos, por ende llevar cintas en las capas deja de tener un respaldo histórico-cultural, sin embargo se sigue continuando con esa tradición.

Llevo diez cintas prendidas en mi capa de estudiante, diez ilusiones, diez sueños que van flotando en el aire.

Hay otra indumentaria de tuna propia de las tunas portuguesas. Llevan el traje de estudiante negro y la capa negra. En vez de cintas dejan que les rasguen la capa personas que son importantes para ellos.

## Música
Los instrumentos actuales de la tuna son principalmente los llamados de pulso y púa, los populares españoles: laúd, guitarra y bandurria y la pandereta, y antes la vihuela, de péñola o de arco, antecesora del violín. Estos instrumentos aparecen en el Libro del Buen Amor.
La guitarra que se utiliza como acompañamiento armónico de la melodía. La melodía la crean las voces y los cantos, que se apoyan en la bandurria (primera voz) y el laúd español (segunda voz). El contrabajo se ha convertido en la actualidad en un instrumento habitual en muchas tunas, complementado armónicamente el conjunto de cuerdas. No nos podemos olvidar, sin embargo, de otro instrumento característico de la música estudiantil: la pandereta, así como también podemos encontrar al pandero y las castañuelas. En si son los instrumentos armónicos como guitarra, laúd, que acompañan el canto y las melodías hechas por los instrumentos como bandurria , mandolina , violines , por mencionar algunos seguidos de percusiones como pandero,tambores , castañuelas, maracas, bongos para darle ritmo a la música iberoamericana. El instrumental es basado en la movilidad de los músicos ya que se tienen que desplazar  entre callejuelas , patios escolares o casas para llevar serenata.
Además de los instrumentos básicos, sin los cuales no se podría crear música de tuna, utilizan muchos otros que le confieren una riqueza muy especial. Estos han llegado gracias a la fusión con la cultura de muchos pueblos, y también muchas veces por los propios instrumentos regionales de las localidades de origen de la tuna. Entre los más destacados encontramos el timple canario, la bandola y el charango. También suelen usarse en las tunas de todo el mundo el cuatro venezolano, tres cubano, cuatro puertorriqueño y el acordeón para acrecentar la variedad sonora. En la actualidad también se han añadido instrumentos de viento tales como la quena y la flauta traversa. En conclusión la tuna recoge la cultura musical de cada país y/o región que visita y la adopta en su repertorio.
Las Estudiantinas portuguesas suelen usar mandolina en vez de bandurria y laúd; también incluyen tradicionalmente el bandoneón y la guitarra portuguesa.

La mayoría de las tunas y estudiantinas de México, adaptan dos instrumentos básicos del mariachi como son: la vihuela mexicana y el guitarrón, esto con el fin de enriquecer más aún las melodías. Cabe mencionar que algunas estudiantinas parroquiales, también utilizan el acordeón para armonizar la pieza musical. Incluso algunas tunas y estudiantinas de México hacen uso de violines cuando interpretan piezas de folclore mexicano como las canciones de mariachi o algunos sones y huapangos, sobre todo, las tunas y Estudiantinas de los estados de Hidalgo y Veracruz.
El repertorio de la Tuna es sobre todo canción estudiantil, empezando por el género propiamente que es la canción de ronda, que aparece desde las primeras canciones líricas europeas, que tiene su versión en la música popular, donde siempre se encuentran canciones de serenata y los pasacalles etc. con sus elementos que vemos en otro lugar. Buena parte del repertorio tunantesco, las más populares, no tienen autor conocido.
Después, su cancionero se ha enriquecido con temas populares españoles, así como pasodobles y vals, y folclore regional, como jotas, isas, malagueñas, etc. También, por su carácter viajero el Tuno ha engrosado su repertorio con canciones de todo el mundo en miles de idiomas, siempre para poder sorprender y alegrar cada fiesta en la que se encuentren.
Algunas tunas son cantautoras de temas propios. Por ejemplo, la Tuna de Derecho de Sevilla es cantautora de temas como Rumor en los Balcones, Las Plazas de Mi Sevilla, Tus Ojos o Maicena. Cabe destacar el legado de la Tuna de Medicina de Salamanca, con Tuno Galeno (en referencia a su profesión), El Trovador (que habla de la faceta galante del tuno) o La Solera de mi Menda (hablando de su ropaje). También podemos encontrarnos con la Tuna de Magisterio de Málaga como autora de Tradición, Mujer malagueña, Luna negra, Noche sin final, Aires de Libertad o De tu piel, entre otras. Muchas de estas canciones y letras se pueden encontrar recogidas en el Museo del Estudiante. Desde su fundación en 1982, la Tuna de Derecho de Alicante (TDA) ha realizado una importante aportación al cancionero actual, gracias especialmente a la prolífica y longeva labor de Juan Carlos Berrueco, "Charly", con composiciones como Llorarán las estrellas o Cumbres del Teide, así como de Isidoro Vila, Luckyy su laureado Plazas y Calles de Chueca, y el compromiso musical de varias generaciones de integrantes que, además de sus tareas profesionales, participan en otros proyectos musicales, incluyendo la estrecha colaboración con otras tunas de su ciudad.
En México también las tunas tienen en sus repertorios canciones compuestas por sus integrantes. Este es el caso de la pieza instrumental llamada "El pregón" o "El pregón de la Tuna", compuesta por el Sr. Carrillo. 

## Tunas
| Nombre                                       | Fundación | Ciudad                 | Actividad |
| -------------------------------------------- | --------- | ---------------------- | --------- |
| Tuna Compostelana                            |           | Santiago de Compostela |           |
| Tuna de Derecho de Santiago de Compostela    |           | Santiago de Compostela | En Activo |
| Tuna Pontificia de Salamanca                 |           | Salamanca              | En Activo |
| Tuna Universitaria de Salamanca              |           | Salamanca              | En Activo |
| Tuna Femenina de la Universidad de Salamanca |           | Salamanca              | En Activo |
| Tuna de Medicina de Sevilla                  |           | Sevilla                | En Activo |
| Tuna de Filosofía y Letras de Sevilla        |           | Sevilla                | En Activo |
| Tuna de Peritos Industriales de Sevilla      |           | Sevilla                | En Activo |
| Tuna de Económicas de Sevilla                |           | Sevilla                | En Activo |
| Tuna de Farmacia de Sevilla                  |           | Sevilla                | En Activo |
| Tuna de Derecho de Sevilla                   |           | Sevilla                | En Activo |
| Tuna de Peritos Agrícolas de Sevilla         |           | Sevilla                | En Activo |
| Tuna de Magisterio de Sevilla                |           | Sevilla                | En Activo |
| Tuna de Ciencias de la Salud de Málaga       | 2015      | Málaga                 | En Activo |
| Tuna Femenina universitaria Almería          |           | Almería                | En Activo |

| Nombre | Fundación | Ciudad | Actividad |
| ------ | --------- | ------ | --------- |
|        |           |        |           |
|        |           |        |           |
|        |           |        |           |

| Nombre                                       | Fundación | Ciudad | Actividad |
| -------------------------------------------- | --------- | ------ | --------- |
| Tuna del Distrito Universitario de Michoacán |           |        | En Activo |
|                                              |           |        |           |
|                                              |           |        |           |